# Zwoleń (góra)
Zwoleń (słow. Zvolen, 1402 m) – rozległa góra w grupie górskiej Wielkiej Fatry w Centralnych Karpatach Zachodnich na Słowacji.

## Położenie
Szczyt Zwolenia leży we wschodniej części Wielkiej Fatry, w grzbiecie wododziału, rozdzielającego dorzecza Wagu na północy i Hronu na południu. Stanowi najwyższy szczyt tzw. grupy Zwolenia, usytuowanej we wzmiankowanym grzbiecie pomiędzy Przełęczą Donowalską (słow. Donovalské sedlo, 950 m) na wschodzie a przełęczą Veľký Šturec na zachodzie i według starego podziału słowackiego, obowiązującego do 1978 r., zaliczanej do Niżnych Tatr. Masyw wypełnia rozległe widły, utworzone przez rzekę Rewucę na północnym zachodzie i jej dopływ, potok Korytnicę na wschodzie.
Od szczytu Zwolenia wybiega na północ potężny halny grzbiet, który poprzez szczyty: Mały Zwoleń (słow. Malý Zvolen, 1372 m), Končitá (1248 m) i Magura (1049 m) opada w widły Rewucy i Korytnicy. W kierunku zachodnim główny grzbiet wododziałowy biegnie przez szczyt Motyčská hoľa (1292 m) ku wspomnianej przełęczy Veľký Šturec. Sam szczyt Zwolenia opada szerokim stokiem ku południu, wprost nad Przełęcz Donowalską i miejscowość Donovaly.

## Opis szczytu
Szczyt Zwolenia jest kamienisty, a jego grzbiety są trawiaste, zajęte przez duże, obecnie już nieużytkowane hale pasterskie. Dzięki temu roztacza się stąd panorama widokowa obejmująca cały horyzont. Na szczycie skrzyżowanie szlaków turystycznych. Dzięki czynnej również w sezonie letnim kolei krzesełkowej na pobliski szczyt Nová hoľa jest to rejon dość licznie odwiedzany przez turystów. Pod szczytem Zwolenia jest zamontowany krzyż łaciński.

## Szlaki turystyczne
Donovaly – Zvolen. Czas przejścia: 1.15 h, ↓ 0.45 h
  Zvolen – sedlo Prípor – Motyčská hoľa – Veľký Šturec. Czas przejścia: 1.50 h, ↓ 2.20 h
  Zvolen – Malý Zvolen – Končitá – Liptovské Revúce (Nižná Revúca). Czas przejścia: 1.55 h, ↓ 2.45 h
  Donovaly – Nová hoľa – Zvolen. Czas przejścia: 1.15 h, ↓ 0.45 h

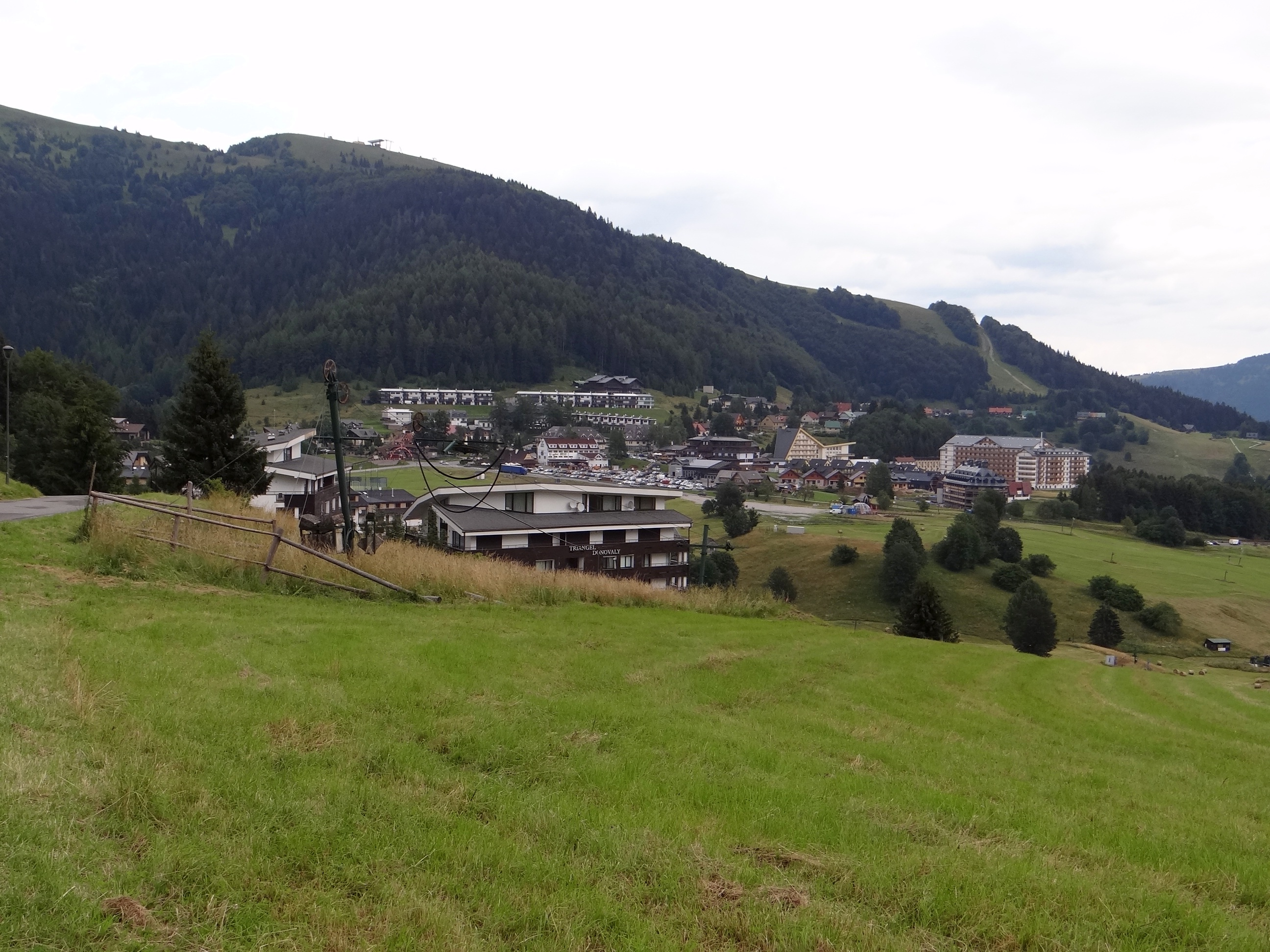
Widok od południa
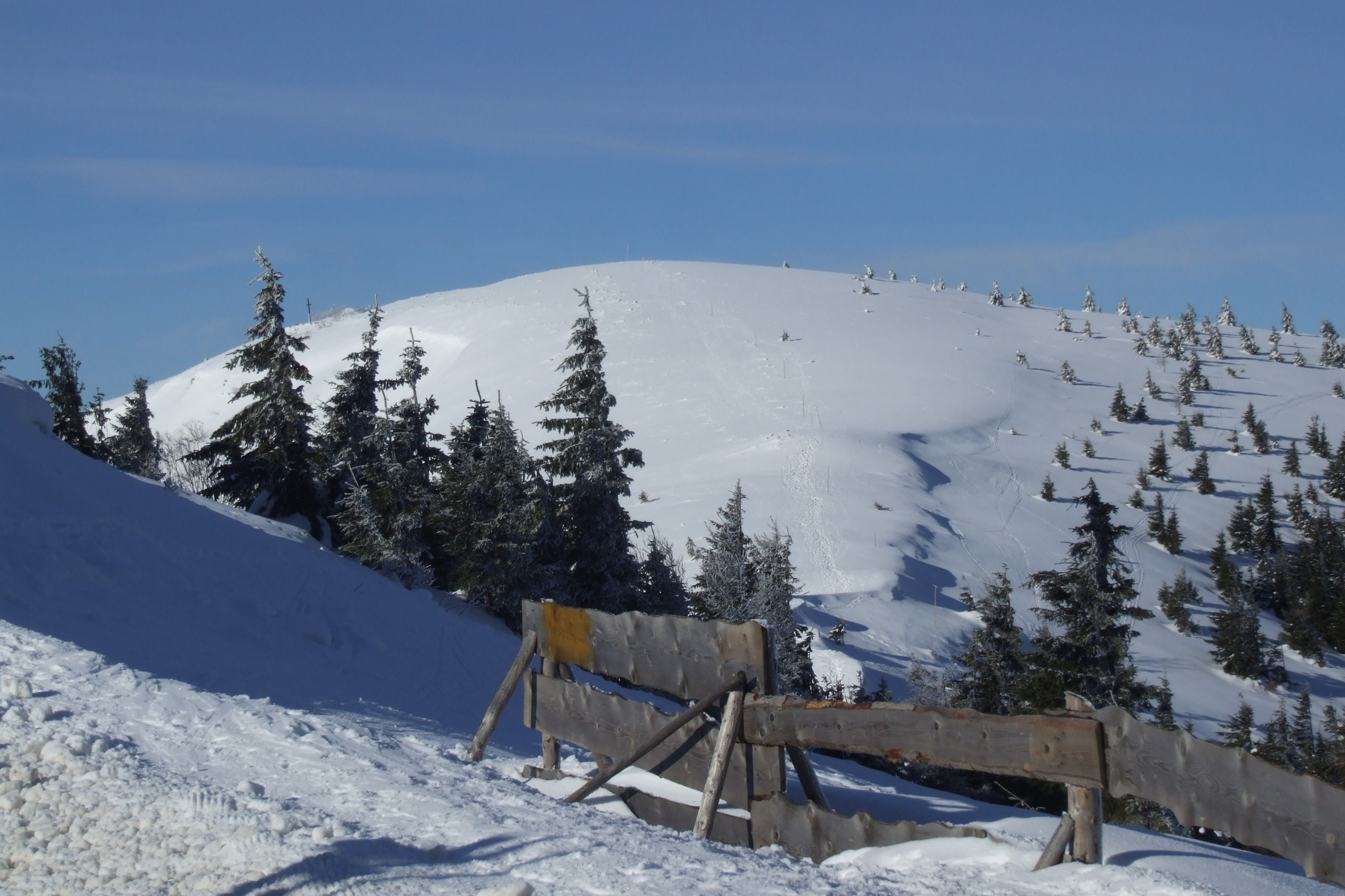
Widok z górnej stacji wyciągu narciarskiego
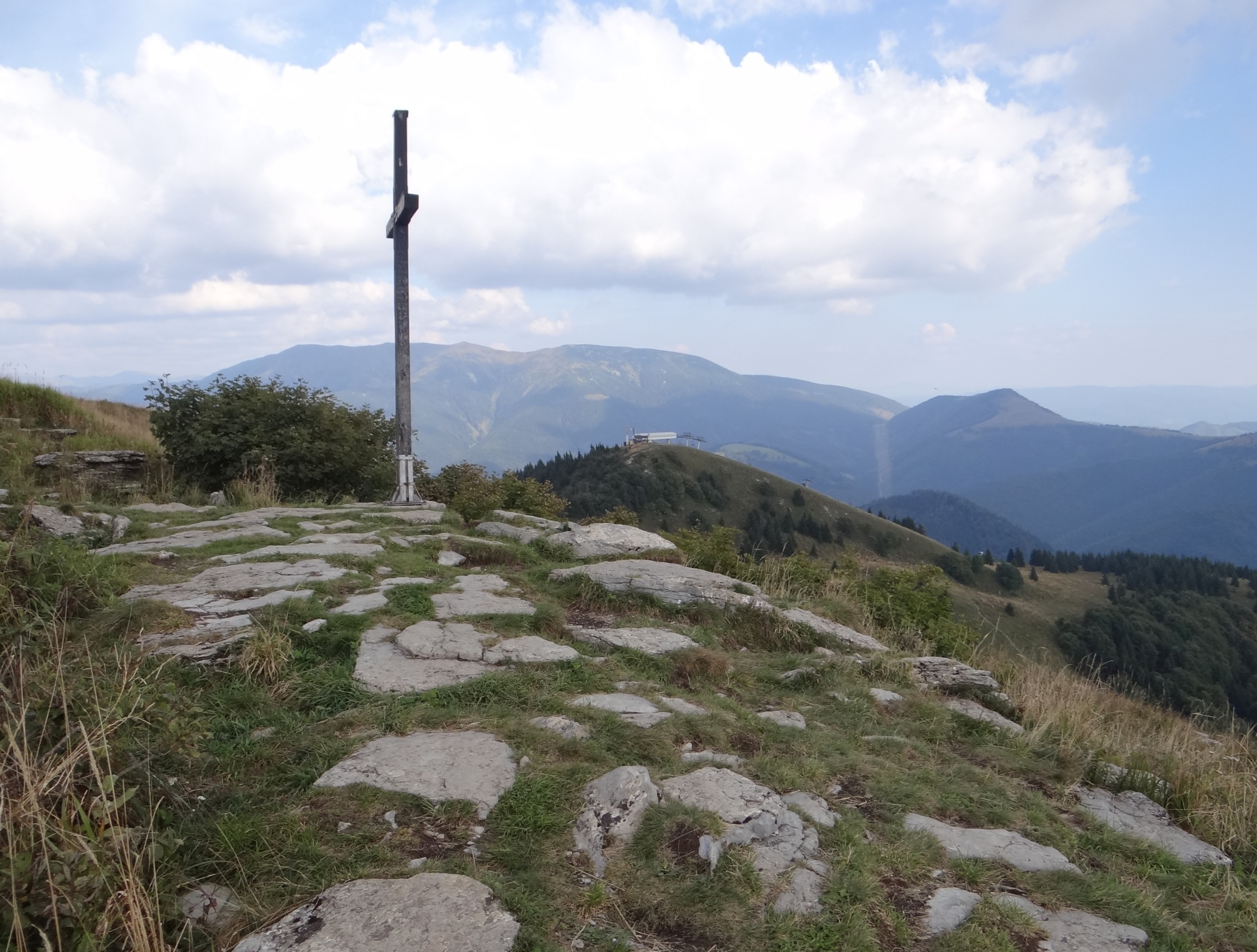
Szczyt Zwolenia